# یین
یین (به لاتین: Yinxu) یک شهر و منطقه باستانی در جمهوری خلق چین است که در آنیانگ واقع شده‌است.